# Central Elèctrica Bassols
La Central Elèctrica Bassols és un edifici del municipi de Llanars (Ripollès) que forma part de l'Inventari del Patrimoni Arquitectònic de Catalunya.

## Descripció
La central elèctrica Bassols està situada en el marge dret del riu Ter, en els prats que es formen entre aquest i els boscos. És un conjunt de tres edificis de la tipologia normal en aquestes edificacions, murs de pedra i grans finestres d'arcs. L'aigua la pren, part de la sobrera de la central elèctrica Brutau de Vilallonga, i part de la riera d'Abella. El salt de l'aigua és d'uns 75mts, i la potència d'uns 500Kw.

## Història
La central comença a funcionar en el 1935, essent la primera indústria que s'instal·là en el terme de Llanars. Encara substitueix com a empresa privada, sense ser absorbida per les grans indústries, com FECSA o ENHER. La gerència encara la porta la família Bassols Feliu, d'Olot.